# Miluj bližního svého
Miluj bližního svého je román jednoho z nejvýznamnějších německých spisovatelů 20. století Ericha Marii Remarquea. Knižně byl poprvé vydán roku 1941 ve Spojených státech a je Remarqueovým v pořadí sedmým románem. Společně s romány Na západní frontě klid nebo Tři kamarádi se stal jedním z jeho nejčtenějších děl.
Román sleduje životy emigrantů, uprchlíků a lidí vyhoštěných z Německa v době sílícího nacionálního socialismu, tedy prostředí, které bylo samotnému autorovi důvěrně známo. Popisuje jejich cestu napříč Evropou, marnou snahu získat povolení k dlouhodobému pobytu a prchání před policií. Část děje se odehrává v Praze.

## Děj
Román popisuje osudy tří německých utečenců, jednadvacetiletého studenta medicíny Ludvíka Kerna, který odešel z Německa společně se svou rodinou. Jeho otec židovského původu vlastnil krámek s drogerií, kterou sám vyráběl. Falešně obviněnému otci je krámek zabaven a odcházejí z Německa do Čech a posléze k matčiným příbuzným do Maďarska. Ludvíkův otec je zatčen, matka dostává díky svému maďarskému původu povolení k pobytu. Dalšími hrdiny knihy jsou válečný veterán Josef Steiner, který se v Německu dostane do konfliktu s režimem a po útěku z koncentračního tábora je nucen opustit nemocnou manželku a odejít do zahraničí a mladá dívka Ruth Hollandová z německé židovské rodiny.
Děj knihy začíná během policejní razie v emigrantském hotelu ve Vídni, kde je Kern zatčen společně s Josefem Steinerem. Oba jsou zadrženi a převezeni do vězení. Ve vězení se Ludvík se zkušeným Steinerem postupně spřátelí, Steiner naučí mladičkého Ludvíka hrát karty.
Po propuštění z vězení, kde strávil necelý měsíc, se Ludvík rozhodne dát na Steinerovu radu a nechá se vyhostit do Čech. V Praze dostane desetidenní povolení k pobytu. Od organizace Pomoc pro uprchlíky získává nocleh v hotelu Bristol a lístky do menzy na Václavském náměstí. V hotelu se Ludvík potkává židovskou dívku Ruth Hollandovou, se kterou si padnou do oka a stávají se přáteli.
V jedné z pražských drogerií nedaleko Václavského náměstí Ludvík objevuje parfémy vyrobené jeho otcem. Prostřednictvím prodavače přichází svému otci na stopu, posléze ho otec navštíví v jeho hotelu. Ludvík spatří otce ve velmi špatném zdravotním stavu, Při loučení si uvědomuje, že je to asi naposled, co otce vidí.
O pár dnů později Ruth odjíždí za svou kamarádkou do Vídně, Ludvík dostane ještě pětidenní prodloužení pobytu, potom je také vyhoštěn a dostane volnou jízdenku na hranici.
Ve Vídni Steiner Ludvíkovi zařídí práci u cirkusu, kde sám pracuje. Ludvík opět potkává Ruth a definitivně se do sebe zamilují. Po nějaké době strávené ve Vídni, kde je Ludvík zatčen na protižidovské demonstraci, jsou Ludvík a posléze i Ruth nuceni odejít do Švýcarska. Na cestě ale Ruth onemocní a oba jsou nuceni zůstat u sedláka, který jim umožní přespávat na půdě. Při podomním prodeji narazí Ludvík náhodou na německého konfidenta, který ho hned udává. Je zatčen, ale policista umožní Ludvíkovi během eskorty uprchnout. Ruth dostává zápal plic a musí do nemocnice. Když večer Ludvík přechází před nemocnici a mává do Ruthina okna, je opět chycen, odsouzen a posléze vyhoštěn do Francie.
V Paříži se ubytují v normálním hotelu a zažádají o povolení k pobytu. Ruth jej dostává, ale Ludvík ne, takže mu nezbývá, než žít v Paříži nelegálně. Najdou si práci, kde Ludvík dělá nelegálně a Steiner, díky svému padělanému pasu, legálně. Steiner se však dozvídá, že jeho manželka v Německu umírá a rozhodne se, i přes naléhání Ludvíka s Ruth, pro návrat do Německa, přestože tuší, že mu vzhledem k jeho minulosti hrozí vězení a smrt. Při druhé návštěvě ženy v nemocnici ho na udání sestry zatkne policie. Steiner vyšetřovatel přesvědčí, aby ho nechal ještě jednou navštívit umírající manželku. Po její smrti se při odchodu z nemocnice vrhne se na jednoho z policistů a skočí s ním z okna, načež se oba zabijí.
Mezitím se ve Francii situace mění a Paříž začne být více kontrolována. Ludvík je opět zatčen a vyhoštěn do Švýcarska. Během krátké doby se ale stačí vrátit zpátky do Paříže. Jejich přítel Marill jim za část peněz zanechaných Steinerem zajistí lístky na loď do Mexika, které právě uvolnilo několik desítek míst pro utečence z Evropy.

## Vznik knihy
Remarque začal pracovat na románu v dubnu 1938 krátce poté, co se ve švýcarském exilu oženil s Juttou Ilse Zambonou, v únoru 1939 dokončil první verzi příběhu. Ve stejném roce odcestoval do Francie a poté do Spojených států, kde se usadil. Román Miluj bližního svého začal vycházet nejdříve časopisecky pod anglickým titulem Flotsam od července do září 1939 jako příloha amerického týdeníku Collier’s Weekly.
První knižní vydání revidovaného textu následovalo v březnu 1941 v nakladatelství Little, Brown and Company. První německá verze románu vyšla v březnu 1941 pod názvem Liebe deinen Nächsten v exilovém nakladatelství Bermann Fischer ve Stockholmu. Ve stejném roce byl na základě románu natočen americký film So Ends Our Night režiséra Johna Cromwella. V Německu byl román vydán v roce 1953.
Česky vyšla kniha v osmi vydáních, poprvé v roce 1959 ve Svobodném slovu a naposledy v roce 2010 v nakladatelství Ikar.